# Abel Pacheco
Pour les articles homonymes, voir Pacheco.
Abel Pacheco de la Espriella, né le 22 décembre 1933, à San José, est un homme d'État costaricien, président du Costa Rica du 8 mai 2002 au 8 mai 2006.
Membre du Parti unité sociale-chrétienne (PUSC), médecin psychiatre, il fut de nombreuses années directeur de l'Hôpital psychiatrique national, puis député du PUSC de 1998 à 2002. C'est durant cette période qu'il remporte les élections internes de son parti et devient candidat à la présidence. Il fut élu au second tour (la première fois depuis 60 ans qu'un tel fait se produit), en avril 2002, avec 58 % des voix.